# 1992-es Nickelodeon Kids’ Choice Awards
Ez az ötödik Nickelodeon Kids’ Choice Awards. amelyet 1992-ben rendeztek Pauley Pavilion, Los Angeles, Kaliforniában.

## Győztesek és jelöltek

### Kedvenc filmszínész
- Robin Williams - Hook

### Kedvenc filmszínésznő
- Whoopi Goldberg

### Kedvenc film
- Tini nindzsa teknőcök II. - A trutymó titka

### Kedvenc Tv színész
- Bill Cosby - The Cosby Show

### Kedvenc Tv színésznő
- Roseanne Barr - Roseanne

### Kedvenc Tv show
- A dinoszauruszok

### Kedvenc rajzfilm
- Doug

### Kedvenc videójáték
- Sonic the Hedgehog

### Kedvenc filmállat
- Tini nindzsa teknőcök II. - A trutymó titka (Teknősök)

### Hall of Fame díjas
- Arnold Schwarzenegger

## Nyálkás hírességek
Ebben az évben az egész közönség nyálkás lett.

## Fordítás
- Ez a szócikk részben vagy egészben  a(z)   1992 Kids' Choice Awards című angol Wikipédia-szócikk ezen változatának fordításán alapul.  Az eredeti cikk szerkesztőit annak laptörténete sorolja fel. Ez a jelzés csupán a megfogalmazás eredetét és a szerzői jogokat jelzi, nem szolgál a cikkben szereplő információk forrásmegjelöléseként.